# 麦克灯

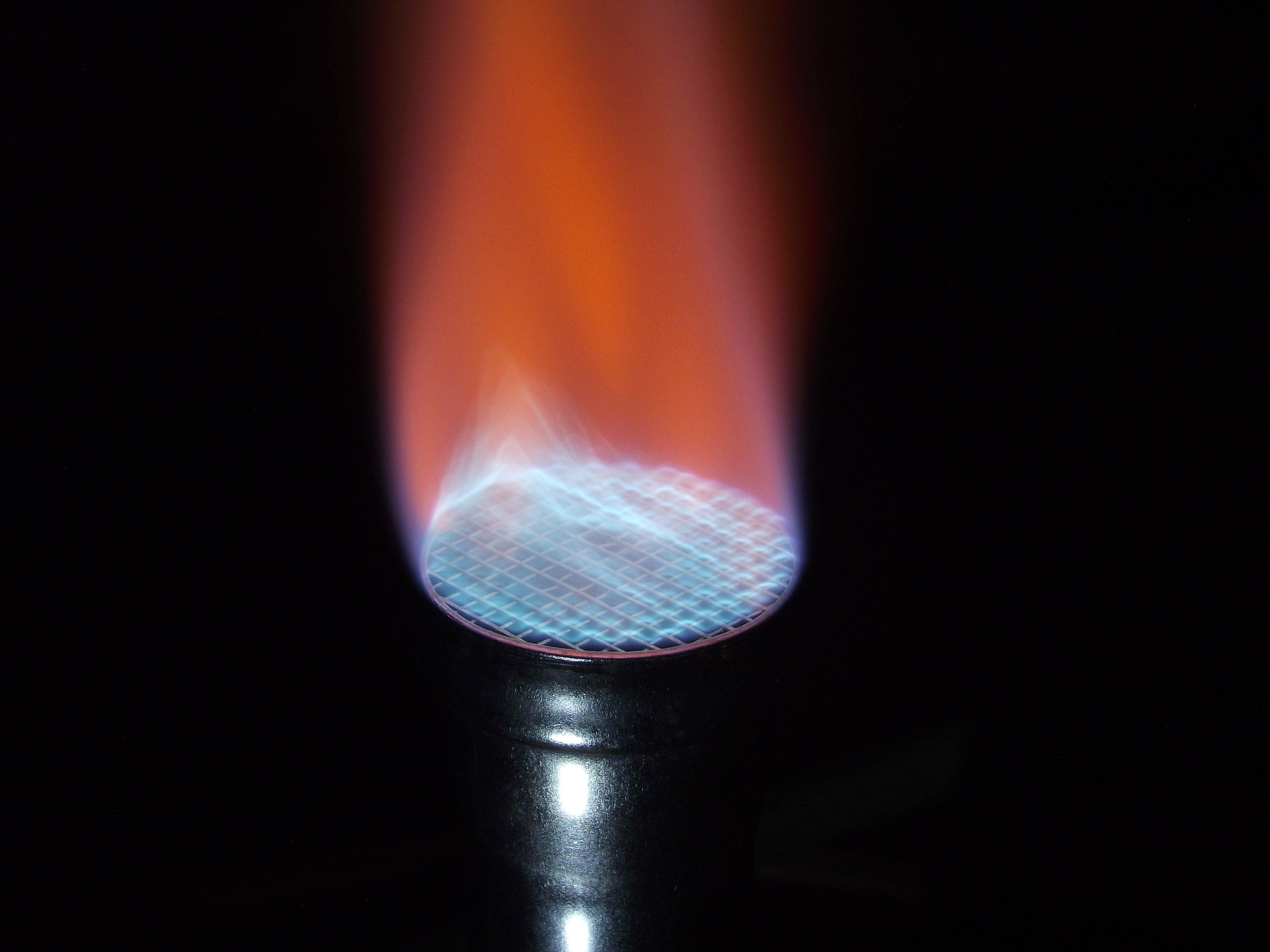

又名，是一种用於加熱，滅菌和燃燒的实验室高温加热工具，由法國化學家喬治·麥克爾（Georges Méker）于1905年发明。
與本生燈相比，麥克爾燈底部进气口数量更多，总面积更大，允许更多空气进入，有助于空气与燃气的充分混合。其灯管亦较本生灯宽；喷嘴处覆有金属网，可产生由一束具有共同包络面的小火焰构成的焰群，因而焰温与火焰直径均较本生燈为高，且燃燒時沒有本生灯一般的噪音。故可运用于接种环灼烧灭菌、特殊玻璃吹製等需要更高温度的场合。以石油氣为燃料时，麥克爾燈可输出超過12,000英熱單位（13,000千焦耳）每小时（約3.5 千瓦）的热量；火焰溫度高达1,100–1,200°C（2,000–2,200°F）。

## 資料來源
1. ↑  . 国家教育研究院.   [2021-02-26].[]
2. 1 2  G. Meker. Nouveaux bruleurs de laboratoire et leur application au chauffage a temperature elevee. J. Phys. Theor. Appl., 1905, 4 (1), pp. 348–354.Deposited copy at l'archive ouverte HAL （页面存档备份，存于）
3. ↑  Durham Geo （页面存档备份，存于）.
4. ↑  Hale, Charles W. . London: Cambridge University Press. 1915: 38  [2021-02-26]. （原始内容存档于2020-07-27）.